# デボン・トラビス
デボン・アンソニー・トラビス（Devon Anthony Travis, 1991年2月21日 - ）は、アメリカ合衆国フロリダ州パームビーチ郡ウェストパームビーチ出身の元プロ野球選手（二塁手）。右投右打。
愛称はザ・ベイビー。

## 経歴

### プロ入りとタイガース傘下時代
2012年のMLBドラフト13巡目（全体424位）でデトロイト・タイガースから指名され、プロ入り。契約後、傘下のA-級コネチカット・タイガースでプロデビューし、25試合に出場して打率.280、3本塁打、11打点、3盗塁を記録した。
2013年はA級ウェストミシガン・ホワイトキャップスで77試合、A+級レイクランド・フライングタイガースで55試合に出場した。
2014年はAA級エリー・シーウルブズでプレーし、100試合に出場して打率.298、10本塁打、52打点、16盗塁を記録した。

### ブルージェイズ時代
2014年11月12日にアンソニー・ゴースとのトレードで、トロント・ブルージェイズへ移籍した。
2015年は当初40人枠にも入っていなかったが、開幕25人枠に選ばれ、4月6日にメジャー契約を結んだ。同日のニューヨーク・ヤンキースとの開幕戦では「9番・二塁手」として先発起用され、7回表にメジャー初安打を本塁打で記録した。ほどなく二塁のレギュラーに定着し、4月は打率.325、6本塁打、19打点の成績を残してアメリカンリーグのルーキー・オブ・ザ・マンスに選出された。5月の試合中に肩を痛めると、しばらくの間は試合に出場し続けていたが、結局15日間の故障者リスト入りした。その後、1度は戦列に復帰したものの肩の状態は思わしくなく、7月31日に再度故障者リスト入りした。この肩の故障による離脱の影響で62試合の出場に留まり、打率.304、8本塁打、35打点、3盗塁という成績を残したものの、年間通じてプレーする事が出来なかった。
2016年、前年の肩の故障があったため出遅れたが、復帰後は二塁のレギュラーに定着。レギュラーシーズンでは101試合に出場して打率.300、11本塁打、50打点、4盗塁を記録した。
2019年は3月に左ヒザの手術を受けたため、全休した。オフの11月4日にマイナー契約で傘下のAAA級バッファロー・バイソンズへ配属された。

## 詳細情報

### 年度別打撃成績
| 年 度    | 球 団    | 試 合 | 打 席 | 打 数 | 得 点 | 安 打 | 二 塁 打 | 三 塁 打 | 本 塁 打 | 塁 打 | 打 点 | 盗 塁 | 盗 塁 死 | 犠 打 | 犠 飛 | 四 球 | 敬 遠 | 死 球 | 三 振 | 併 殺 打 | 打 率 | 出 塁 率 | 長 打 率 | O P S |
| -------- | -------- | ----- | ----- | ----- | ----- | ----- | -------- | -------- | -------- | ----- | ----- | ----- | -------- | ----- | ----- | ----- | ----- | ----- | ----- | -------- | ----- | -------- | -------- | ----- |
| 2015     | TOR      | 62    | 239   | 217   | 38    | 66    | 18       | 0        | 8        | 108   | 35    | 3     | 1        | 0     | 1     | 18    | 0     | 2     | 43    | 4        | .304  | .361     | .498     | .859  |
| 2016     | TOR      | 101   | 432   | 410   | 54    | 123   | 28       | 1        | 11       | 186   | 50    | 4     | 1        | 1     | 1     | 20    | 0     | 0     | 87    | 6        | .300  | .332     | .454     | .785  |
| 2017     | TOR      | 50    | 197   | 185   | 22    | 48    | 18       | 0        | 5        | 81    | 24    | 4     | 2        | 1     | 2     | 7     | 0     | 2     | 38    | 5        | .259  | .291     | .438     | .729  |
| 2018     | TOR      | 103   | 378   | 357   | 41    | 83    | 14       | 3        | 11       | 136   | 44    | 3     | 2        | 0     | 0     | 16    | 1     | 5     | 64    | 8        | .232  | .275     | .381     | .656  |
| MLB：4年 | MLB：4年 | 316   | 1245  | 1169  | 155   | 320   | 78       | 4        | 35       | 511   | 153   | 14    | 6        | 2     | 4     | 61    | 1     | 9     | 232   | 23       | .274  | .314     | .437     | .751  |

- 2019年度シーズン終了時

### 年度別守備成績
| 年 度 | 球 団 | 二塁（2B） | 二塁（2B） | 二塁（2B） | 二塁（2B） | 二塁（2B） | 二塁（2B） |
| 年 度 | 球 団 | 試 合      | 刺 殺      | 補 殺      | 失 策      | 併 殺      | 守 備 率   |
| ----- | ----- | ---------- | ---------- | ---------- | ---------- | ---------- | ---------- |
| 2015  | TOR   | 62         | 112        | 171        | 6          | 39         | .979       |
| 2016  | TOR   | 99         | 150        | 276        | 11         | 59         | .975       |
| 2017  | TOR   | 50         | 93         | 117        | 4          | 34         | .981       |
| 2018  | TOR   | 101        | 161        | 247        | 9          | 72         | .978       |
| MLB   | MLB   | 312        | 516        | 811        | 30         | 204        | .978       |

- 2019年度シーズン終了時

### 表彰
- ルーキー・オブ・ザ・マンス：1回 （2015年4月）

### 背番号
- 29 (2015年 - 2018年)